# 碧海寿広
碧海 寿広（おおみ としひろ、1981年 - ）は、日本の宗教学者、武蔵野大学准教授。専門は宗教学、近代仏教。

## 経歴
1981年、東京都で生まれた。慶應義塾大学経済学部を卒業し、同大学大学院社会学研究科に進学。博士課程を単位取得退学。
その後は龍谷大学アジア仏教文化研究センター博士研究員となった。2012年、学位論文『近代日本における仏教の変容に関する研究』を慶應義塾大学に提出して社会学博士号を取得。2019年より武蔵野大学准教授。

## 著作
著書
- 『近代仏教のなかの真宗 近角常観と求道者たち』法藏館(日本仏教史研究叢書) 2014
- 『入門 近代仏教思想』ちくま新書 2016
- 『仏像と日本人：宗教と美の近現代』中公新書 2018
- 『科学化する仏教　瞑想と心身の近現代』角川選書 2020
- 『考える親鸞 「私は間違っている」から始まる思想』新潮選書 2021
- 『高楠順次郎 世界に挑んだ仏教学者』吉川弘文館 2024[3][4]
- 『近代仏教とは何か：その思想と実践』青土社 2024[5]

共編著
- 『宗教と資本主義・国家：激動する世界と宗教』池上彰・佐藤優・松岡正剛・若松英輔共著、KADOKAWA 2018
- 『清沢満之と近代日本』山本伸裕共編、法藏館 2016
- 『現代日本の仏教と女性：文化の越境とジェンダー』那須英勝・本多彩共編、法藏館(龍谷大学アジア仏教文化研究叢書) 2019
- 『日本仏教と西洋世界』嵩満也・吉永進一共編、法藏館(龍谷大学アジア仏教文化研究叢書) 2020
- 『知っておきたい日本の宗教』岩田文昭共編、ミネルヴァ書房 2020

訳書
- 『ダーウィン、仏教、神：近代日本の進化論と宗教』クリントン・ゴダール著、人文書院 2020
- 『禅と日本文化』鈴木大拙著、角川ソフィア文庫 2022 新訳完全版